# عملية ليونارد
عملية ليوبارد (بالفرنسية: La légion saute sur Kolwezi)‏ هو فيلم حرب فرنسي من إخراج راؤول كوتارد وتم تصويره في غيانا الفرنسية. ويعتمد السيناريو على القصة الحقيقية لمعركة كولويزي التي حدثت في عام 1978م. وقد تم وصفها بجدية في كتاب يحمل نفس الاسم من قبل كابتن فوج المظلات الأجنبي الأول السابقبيير سيرجنت. لقد نشر كتابه عام 1979م بينما صدر الفيلم عام 1980م.